# گوش‌خیزک
گوش‌خیزَک حشره‌ای کوچک و قهوه‌ای رنگ است که به خاطر داشتن دو زائده انبر مانند در انتهای بدنش شناخته می‌شود. این حشره در محیط‌های مرطوب و تاریک مانند زیر برگ‌ها، سنگ‌ها و پوست درختان زندگی می‌کند. گوش‌خیزک‌ها همه‌چیزخوار هستند و از مواد گیاهی و جانوری تغذیه می‌کنند. برخی گونه‌های گوش‌خیزک می‌توانند با گاز گرفتن از خود دفاع کنند، اما این گاز گرفتگی‌ها برای انسان خطرناک نیست.
در باورهای عامیانه، تصور می‌شد که گوش‌خیزک‌ها وارد گوش انسان می‌شوند و به مغز آسیب می‌رسانند، اما این موضوع صحت ندارد. گوش‌خیزک‌ها به‌طور طبیعی به سمت گوش انسان جذب نمی‌شوند و هیچ مدرکی مبنی بر آسیب رساندن آن‌ها به مغز وجود ندارد.

## رده‌بندی
گوش‌خیزک نامی عمومی است که به حشرات راستهٔ پوست‌بالان (Dermaptera) از زیرردهٔ بال‌داران (Pterygota) داده شده. مشخصهٔ این حشرات، بال‌های غشائی تاخورده در زیر پیش‌بال‌های کوتاه چرم‌گون است.
در راسته پوست‌بالان در حدود دو هزار گونه وجود دارد که در ۱۲ خانواده دسته‌بندی می‌شوند. گوش‌خیزک‌ها را بر اساس تعداد بند شاخک‌ها و شکل بند دوم پنجهٔ پا، رده‌بندی کرده‌اند.
برخلاف نامی که این حشرات دارند وارد گوش نمی‌شوند؛ و این نام بر اساس یک داستان خرافه قدیمی به این حشرات گفته می‌شود. گوش‌خیزک‌ها نوع بال‌دار یا بی‌بال دارد. در گونه بال‌دار، بال‌های جلو بسیار کوچک و عموماً تگمینا و گاهی الیترون نامیده می‌شود. اما بال‌های عریض و گرد این حشره در موقع استراحت جمع می‌شود و در زیر بال‌های جلو قرار می‌گیرد. این حشرات در انتهای بدن خود دارای زوائدی هستند با نام انبرک (Forceps) که این زوائد در گونه نر دارای قوس و در گونه ماده مستقیم می‌باشد. در این راسته، خانواده قیچی‌داران (Forficulidae) و گونه گوش‌خیزک اروپایی (Forficula auricularia) از اهمیت نسبی برخوردار هستند و گاهی به صورت آفات خودنمایی می‌کنند.
همچنین نیش این حشرات درد بسیاری دارد.

## ویژگی‌ها
گوش‌خیزک‌ها بیشتر شب‌زی هستند و روزها را در شکاف‌های مرطوب صخره‌های می‌گذرانند. حشرات این راسته با داشتن یک جفت قلاب انبرک‌مانند در انتهای شکم مشخص می‌شوند. بال‌های جلویی کوتاه و چرمی است. بال‌های عقبی غشایی و پهن بوده و دارای رگ‌های شعاعی می‌باشند. بال‌های عقبی به هنگام استراحت مانند بادبزن ژاپنی جمع می‌شود و یک بار نیز حول محور عرضی تا می‌خورد به طوری که در زیر بال جلویی پنهان می‌شود. قطعات دهانی جونده و فاقد چشم‌های ساده می‌باشند. سرسی در گونه نر در قاعدهٔ پهن و انتهای آنها به سمت داخل خمیده شده ولی در ماده‌ها نسبتاً مستقیم است. آنها از مواد زائد بیشتر تغذیه می‌کنند ولی گاه‌گاهی به محصولات کشاورزی نیز خسارت می‌زنند.
جلوی سر پهن گوش‌خیزک‌ها یک جفت شاخک باریک و نسبتاً طویلی که تا ۵۰ بند دارد دیده می‌شود. چشم‌های مرکب آنها بزرگ است و چشم ساده ندارند. قطعات دهانی گوش‌خیزک ساینده است که معمولاً از گیاهان تغذیه می‌کنند ولی گاهی از لاشهٔ حیوانات و مواد پوسیده یا حشرهٔ زنده نیز تغذیه می‌کنند. شکل قلاب‌های انتهای شکم نرها داس‌مانند ولی در ماده‌ها تقریباً مستقیم است. طرز زندگی این حشرات به دلیل مراقبتی که مادهٔ آنها از نوزادانشان می‌نماید، جالب است. ماده‌ها معمولاً بین ۲۰ تا ۴۰ و گاهی تا ۸۰ تخم می‌گذارند. در طول زمستان ماده از تخم‌هایی که در نزدیکی سطح خاک قرار داده مراقبت می‌کند تا سایر جانوران از آنها تغذیه نکنند. آزمایش نشان داده هر گاه تخم‌ها را از جای خودشان خارج نموده و پراکنده کنند، ماده‌ها آنها را مجدداً جمع‌آوری می‌نمایند.

## رفتار
گوشخیزک‌ها معمولاً به‌طور عمده در شب فعال بوده و در طی روز در شکاف‌ها، ترک‌خوردگی‌های زمین، در زیر پوستک درختان و نیز در زباله و آشغال خود را مخفی می‌کنند. معمولاً به‌طور عمده از مواد پوسیده و مردهٔ گیاهی تغذیه می‌کنند و تعدادی از آنها شکارگر می‌باشند. برخی از گونه‌های گوشخیزک‌ها دارای غددی می‌باشند که منافذ غدد مذکور بر روی سومین و چهارمین حلقهٔ شکم باز می‌شود و از غدد مذکور مادهٔ بدبویی خارج می‌شود که به عنوان وسیلهٔ دفاعی به کار می‌آید. برخی از گونه‌ها قادرند که این مایع بدبو را به مسافت ۷۵ تا ۱۰۰ میلیمتر پرتاب نمایند.
تخم‌ها در بهار باز شده و نوزاد گوش‌خیزک از آن خارج می‌گردد. پوره‌ها تا رسیدن به سن دوم، محل تولد خود را ترک نمی‌کنند. در این مدت مادر برایشان غذا آورده و از نوزادانش مراقبت می‌نماید. ماده‌ها گاهی مدت‌ها پس از خروج نوزاد، از آنها نگهداری می‌نمایند، مگر آنکه نوزادان کاملاً مادر را ترک کنند. جفت‌گیری گوش‌خیزک‌ها در پاییز صورت می‌گیرد و سپس ماده‌ها برای تخمگذاری و پرورش نوزادها محل مناسبی انتخاب می‌نمایند.

## نگارخانه

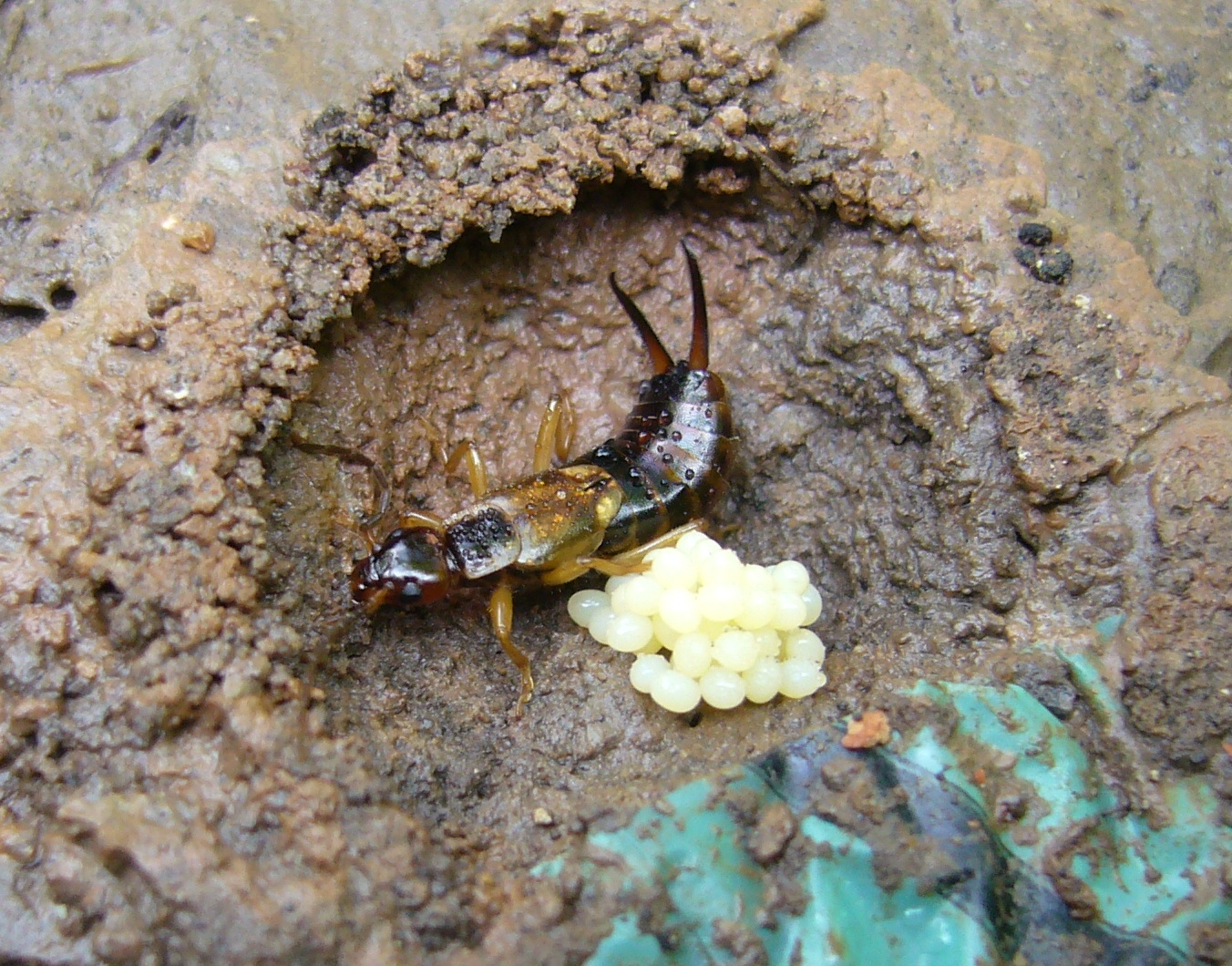
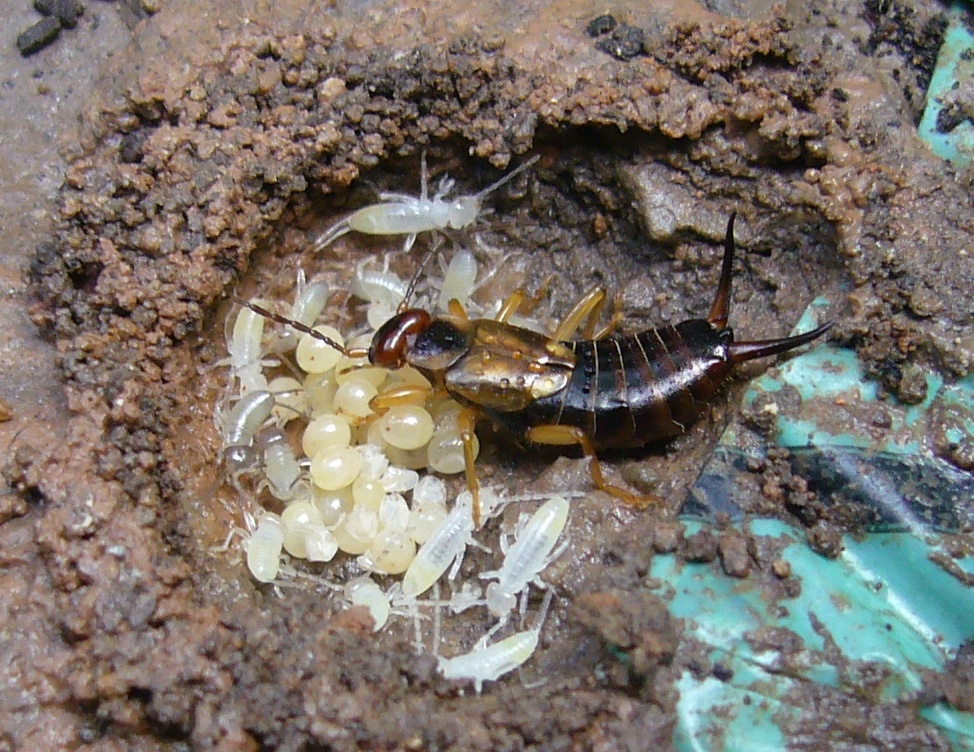
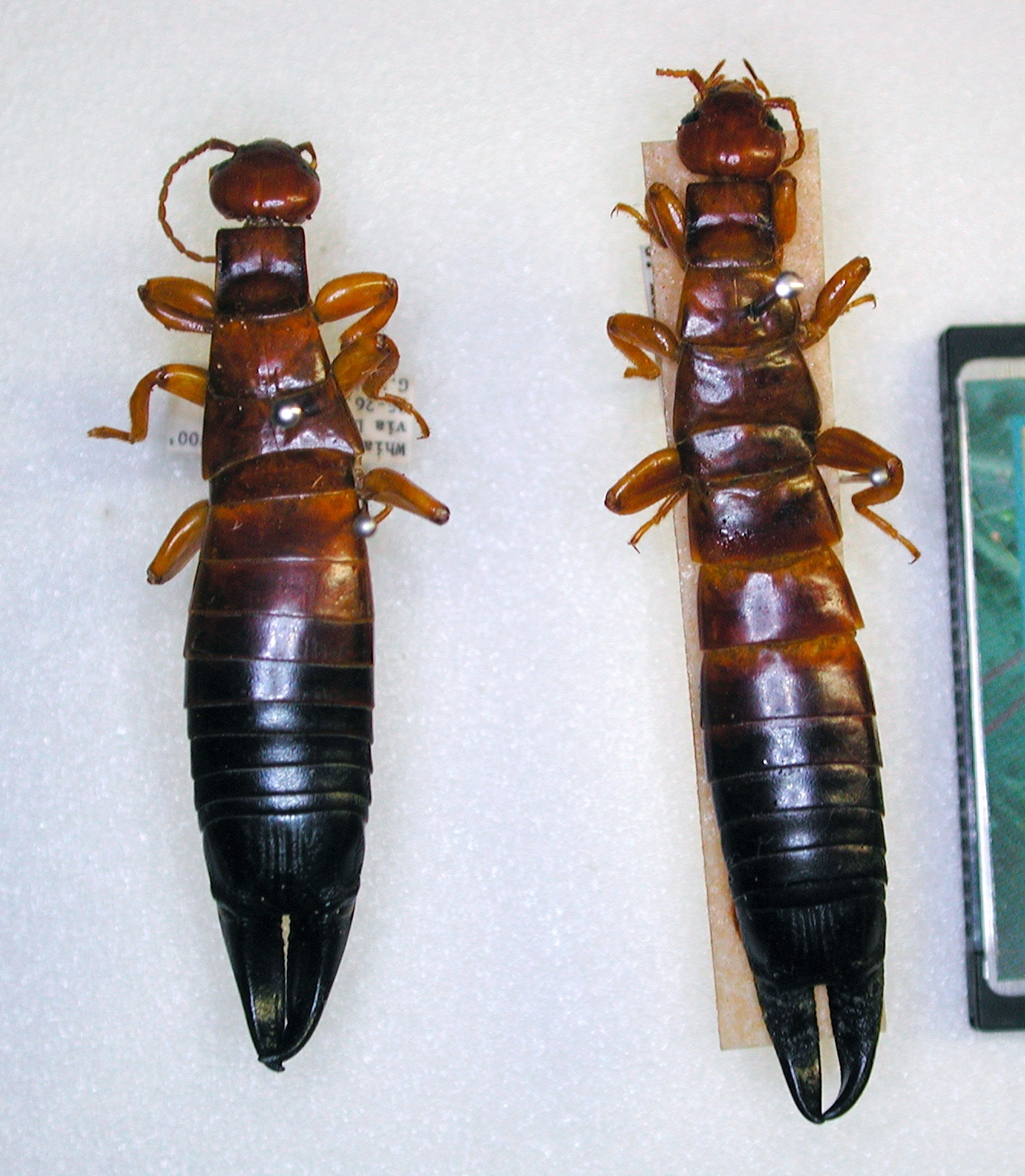
گوش‌خیزک‌هایی از استرالیا